# س. مالكوم واتكينز
س. مالكوم واتكينز (بالإنجليزية: Charles Malcolm Watkins)‏ هو عالم آثار وعالم إنسان ومؤرخ أمريكي، ولد في 12 مارس 1911 في مالدن في الولايات المتحدة، وتوفي في 12 يناير 2001 في ليسبورغ في الولايات المتحدة.